# Kateřina Jurjevská
Kateřina Jurjevská (9. září 1878, Petrohrad – 22. prosince 1959, Hayling Island) byla nemanželská dcera ruského cara Alexandra II. a jeho milenky (později manželky) Kateřiny Dolgorukové. V roce 1880 byla legitimizována morganatickým sňatkem rodičů. V rodině byla známá jako Kaťa.

## Původ a rodina

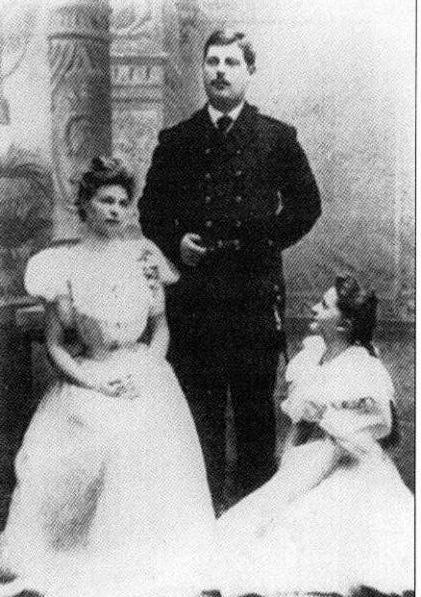
Kateřina s bratrem Georgijem a sestrou Olgou

Kateřina se narodila v ruském Petrohradu 9. září 1878 jako dcera milenky ruského cara Alexandra II. Když jí nebyly ještě ani dva roky, její rodiče se 6. července 1880 vzali a jí bylo přiznáno příjmení Jurjevská, titul kněžny a oslovení Jasnost.
Když jí byly tři roky, byl otec v březnu 1881 zavražděn a matka se se třemi dětmi, Kateřinou, Georgijem a Olgou, usadila ve Francii.

## Francie a Rusko
Matka s dětmi žila nejdříve v domě v Paříži a pak na Francouzské Riviéře. V roce 1891 zakoupila na boulevard Dubouchage v Nice dům, který nazývala Villa Georges. Ve Francii si rodina mohla dovolit asi dvacet služebníků a soukromý železniční vagón.
18. října 1901 se třiadvacetiletá Kateřina ve městě Biarritz provdala za o osm let staršího knížete Alexandra Vladimirovič Barjatinského (1870–1910). Měli spolu dva syny, Andreje (2. srpna 1902 v Paříži – 1931) a Alexandra (24. března 1905 v Pau – 1992). Žili na Place des États-Unis číslo 6. Barjatinský zemřel v roce 1910 ve věku třiceti devíti let.
13. září 1913 zemřel v Marburgu po dlouhé nemoci Kateřinin bratr Georgij.
6. října 1916 se v Jaltě Kateřina podruhé provdala za šestadvacetiletého knížete Sergeje Obolenského (1890–1978), syna generála Platona Sergejeviče Obolenského. Během ruské revoluce Kateřina pobývala v Rusku a později se říkalo, že "šla během revoluce míle bez jídla, trpíc velkými útrapami". Obolenský bojoval během ruské občanské války v Bílém hnutí.
V roce 1922 zemřela Kateřinina matka a zanechala jí jen Villu Georges v Nice. Ostatní domy v Paříži, Neuilly a Biarritz byly v průběhu předchozích let se ztrátou prodány. Téhož roku Obolenský Kateřinu opustil kvůli americké dědičce Alice Astorové, dceři Johna Jacoba Astora IV. Po rozvodu v roce 1923 se Kateřina stala profesionální zpěvačkou s repertoárem asi dvou set písní v angličtině, francouzštině, ruštině a italštině. V roce 1924 vyšla v Londýně její autobiografie My book: some pages from my life (Má kniha: pár stránek z mého života).

## Anglie

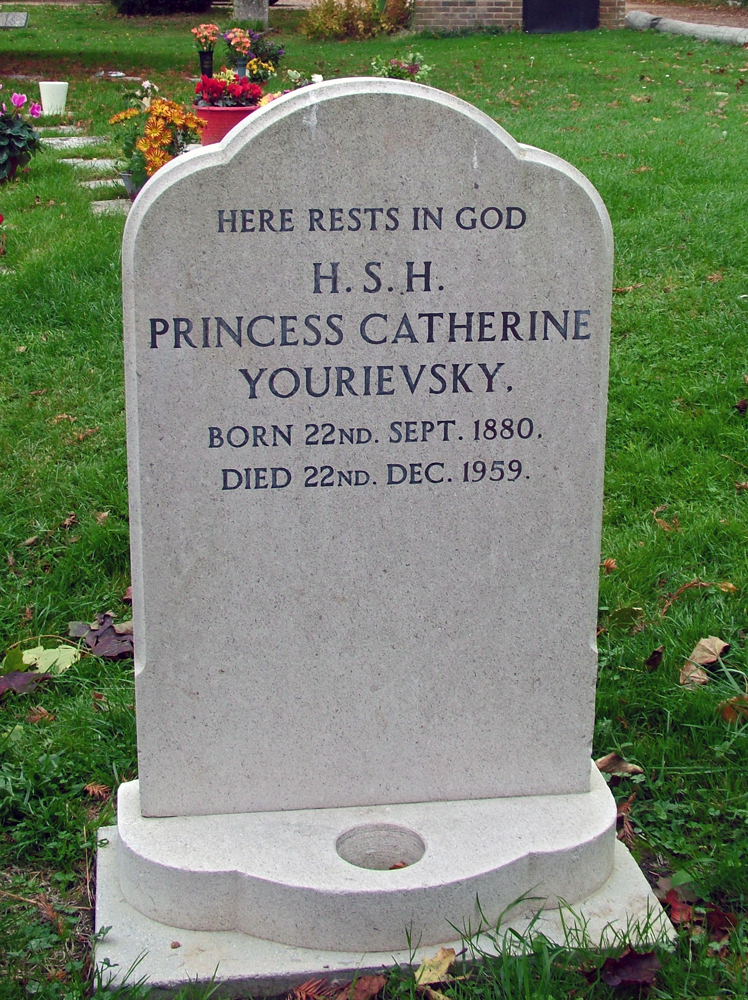
Kateřinin hrob na hřbitově sv. Petra na Hayling Island, s nova náhrobkem (2018), nesoucím její životní data

V roce 1932 Kateřina zakoupila na Hayling Island v Hampshire dům, zvaný "The Haven", který si vybrala pro místní podnebí, příznivé na její astma. 29. listopadu 1934 se ve Westminsterském opatství zúčastnila svatby své praneteře Mariny Řecké a Dánské s Jiřím, vévodou z Kentu.
24. srpna 1935 volali politik Henry Channon a jeho manželka Kateřině na Hayling Island, ale zastihli ji venku. Do svého deníku si Channon poznamenal, že žila v "příšerné vile zvané Haven v Sinah Lane; nedaleko je moře, mír, chudoba a pekinéz! Zbývá jí jen její romanovská vznešenost."
Mnoho let byla Kateřina finančně podporována královnou Marií, vdovou po králi Jiřím V., ale po královnině smrti v roce 1953 Kateřina zůstala téměř bez peněz a začala prodávat svůj majetek.
Odešla do domu s pečovatelskou službou na Hayling Islandu a tam 22. prosince 1959 ve věku 81 let zemřela. Byla posledním žijícím dítětem cara Alexandra II. i vnoučetem cara Mikuláše I. Pohřbena byla 29. prosince na hřbitově sv. Petra v Northney. Anglikánského pohřbu se zúčastnili jen dva členové její rodiny, bývalý manžel Sergej Obolenský a synovec Andrej Jurjevský (1901–1988), syn jejího bratra Georgije.
V roce 1961 jedna žena Bramley v Yorkshire, Olga Marie, tvrdila, že je nemanželskou dcerou Kateřiny Jurjevské, ale není o ní víc známo.